# Franz Patzer (Bibliothekar)
Franz Patzer (* 18. August 1924 in Wien; † 17. November 1992 ebenda) war ein österreichischer Bibliothekar.

## Leben
Patzer studierte an der Universität Wien für das Lehramt Geschichte und Geographie (1949 wurde er promoviert und absolvierte seine Lehramtsprüfung). Zunächst wirkte er als Mittelschullehrer, wurde aber 1954 in den Dienst der Stadt Wien übernommen. Als Sekretär und persönlicher Referent der amtsführenden Stadträte für Kultur Hans Mandl und Gertrude Fröhlich-Sandner war er von 1956 bis 1973 aktiv.
Von 1974 bis zur Pensionierung 1988 oblag ihm als Bibliotheksdirektor die Leitung der Wiener Stadt- und Landesbibliothek.
Patzer war nebenbei aktiv als Vizepräsident der Johann-Strauß-Gesellschaft (1981–1987) und ab 1982 in der Vereinigung Österreichischer Bibliothekare. Patzer verpflichtete für das Haus eine ganze Reihe namhafter Experten, darunter seine späteren Nachfolger Walter Obermaier und Mag. Herwig Würtz sowie für die Musiksammlung Otto Brusatti.

## Veröffentlichungen (Auswahl)
- Der Wiener Gemeinderat 1918–34 (erschienen 1961, Ausarbeitung seiner Dissertation)
- Wiener Kongreßtagebuch 1814/1815 (1981)

## Ehrungen
- Hofratstitel
- Richard-Meister-Medaille (Universitätsbund Rudolphina, 1982)
- Silbernes Ehrenzeichen Land Oberösterreich (1985)
- Goldenes Ehrenzeichen für Verdienste um das Land Wien (1986)
- Silbernes Komturkreuz des Ehrenzeichens für Verdienste um das Bundesland Niederösterreich